# Ясенево (Ярославская область)
Ясенево — деревня в Погорельском сельском округе Глебовского сельского поселения Рыбинского района Ярославской области . Деревня, вероятно, новая, связана с интенсивным дачным строительством, так как на топокартах этой деревни нет.
Деревня расположена на берегу северного отрога Копринского залива Рыбинского водохранилища, на левом, восточном берегу впадающего в этот залив небольшого ручья. (Вероятно он называется Треновка , хотя на картах этого названия нет). К западу и северо-западу от деревни находится сосновый бор, обычно называемый Копринским бором. На картах он обозначен как урочище Заборье. Ближайшая к Ясеневу деревня Мухино находится примерно в 1 км к юго-востоку на другом, восточном отроге Копринского залива. Севернее Ясенева проходит автомобильная дорога от центра сельского округа села Погорелка к детским лагерям и базам отдыха Коприно , .
Деревня Ясенева указана на плане Генерального межевания Рыбинского уезда 1792 года. Ручей на плане также обозначен как Треновка.
На 1 января 2007 года в деревне не числилось постоянных жителей . Почтовое отделение, расположенное в центре сельского округа, селе Погорелка, обслуживает в деревне Ясенево 67 домов .